# Xalet Montiu
El xalet Montiu, és un edifici modernista al carrer Àngel de Guimerà de Balaguer, construït per encàrrec de l'advocat Lluís Montiu a principi del segle xx, com a habitatge de la família Montiu. Era ma primera construcció d'estil modernista a Balaguer, en un moment en què el modernisme a Catalunya ja havia passat l'auge.
L'any 1920 l'edifici va passar a ser un hostal anomenat Villa Dolores i anys més tard Hostal La Palma. A partir l'any 1930 es coneix com a Xalet de l'Enric (o ca l'Enric Guimó).
Durant la Guerra Civil s'hi van allotjar els pilots republicans espanyols dels “Natacha”, que treballavent al camp d'aviació de la Plana del Corb, proper a Balaguer. Quan van entrar les tropes franquistes a la ciutat, l'edifici va ser utilitzat per reunions de l'alt comandament alguns cops presidides pel Jefe del Cuerpo del Ejército de Aragón, general Moscardó.
El 1994 l'edifici era en molt mal estat, i l'Ajuntament de Balaguer decideix rehabilitar l'espai reforçant l'estructura i elements com la teulada. Van treballar en la rehabilitació alumnes de l'Escola Taller Minerva de Balaguer. Actualment és la seu de l'Institut Municipal de Progrés i Cultura (Impic).